# 모디파이 허프만 부호화
모디파이 허프만 부호화(Modified Huffman coding) 또는 모디파이 허프만 코딩은 팩스 기기에서 흑백 이미지(비트맵)를 인코딩하는 데 사용된다. 허프만 코딩의 가변 길이 코드와 런 길이 인코딩의 반복 데이터 코딩을 결합한다.
기본 허프만 코딩은 텍스트가 포함된 파일과 같이 반복되는 데이터가 많은 파일을 압축하는 방법을 제공한다. 여기서 알파벳 문자는 반복 개체이다. 그러나 단일 스캔 라인에는 0과 1로 직접 표현될 수 있는 두 종류의 요소(흰색 픽셀과 검은색 픽셀)만 포함된다. 두 기호만으로 구성된 이 "알파벳"은 허프만 코딩을 직접 적용하기에는 너무 작다. 그러나 먼저 런 렝스 부호화(RLE)을 사용하면 인코딩할 개체가 더 많아질 수 있다. 다음은 런 렝스 부호화에 대한 기사에서 가져온 예이다.
B가 검은색 픽셀을 나타내고 W가 흰색을 나타내는 가상의 스캔 라인은 다음과 같이 읽을 수 있다.
```
WWWWWWWWWWWWWWWWWWWWWWWWWWWBBBBWWWWWWWWWWWWWWWWWWWWWWWWWWWWWWWWWWWW
```

위의 가상 스캔 라인에 런 렝스 부호화 데이터 압축 알고리즘을 적용하면 다음과 같이 렌더링될 수 있다.
```
12W1B12W3B24W1B14W
```

여기서는 "흰색"과 "검은색"이라는 두 항목 외에도 여러 가지 다른 숫자가 있음을 알 수 있다. 이 숫자는 사용할 추가 항목을 많이 제공하므로 허프만 코딩을 위 시퀀스에 직접 적용하여 크기를 더욱 줄일 수 있다.

## 같이 보기
- 팩시밀리